# Parti socialiste progressiste (république démocratique du Congo)
Pour les articles homonymes, voir Parti socialiste progressiste.
Le Parti socialiste progressiste est un parti politique de république démocratique du Congo. Il a été créé le 30 juin 1998 à Kinshasa. Il a été régulièrement reconnu et recensé par le gouvernement Laurent-Désiré Kabila en 2001 sous les références : 25/cab/mini/inter/2282/2001.
Parti de gauche il se réclame du socialisme démocratique. Le parti insiste sur le fait que le combat politique n’a de sens que lorsqu’il s’appuie sur la démocratie et non sur la violence ou/et la corruption. Son premier secrétaire national est Jean Mfiy-Okam. Démissionnaire, il est remplacé par Koronko-Mayamba Boula-Boula depuis le 30 juin 2013.